# Hiroki Miyazawa
Hiroki Miyazawa (宮澤 裕樹?, Miyazawa Hiroki; Date, 28 giugno 1989) è un calciatore giapponese, difensore o centrocampista del Consadole Sapporo.

## Palmarès

### Club

#### Competizioni nazionali
- J2 League: 1

Consadole Sapporo: 2016